# Aechmea chantinii
Espèce
Classification phylogénétique
Synonymes
- Aechmea amazonica Ule
- Aechmea chantinii f. amazonica (Ule) H.Luther
- Aechmea chantinii var. chantinii
- Aechmea chantinii f. chantinii
- Billbergia chantinii Carrière
- Platyaechmea chantinii (Carrière) L.B.Sm. & W.J.Kress

Aechmea chantinii est une espèce de plantes à fleurs de la famille des Bromeliaceae qui se rencontre de l'Équateur au Pérou.

## Synonymes
- Aechmea amazonica Ule
- Aechmea chantinii f. amazonica (Ule) H.Luther
- Aechmea chantinii var. chantinii
- Aechmea chantinii f. chantinii
- Billbergia chantinii Carrière
- Platyaechmea chantinii (Carrière) L.B.Sm. & W.J.Kress